# Maya Jaouhari Tissafi

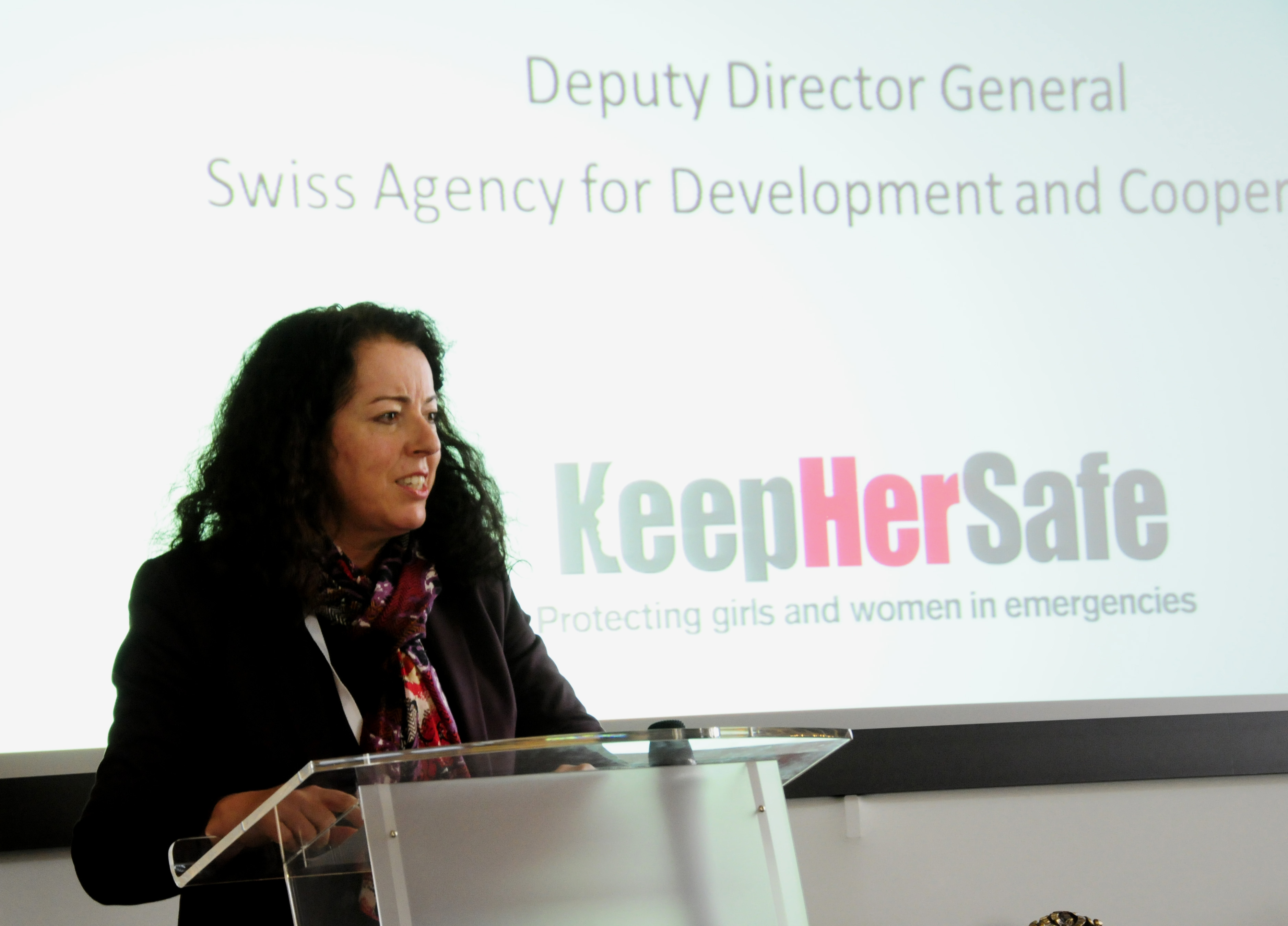
Maya Tissafi

Maya Jaouhari Tissafi (* 1965 in Hamburg, heimatberechtigt in Bern) ist eine Schweizer Diplomatin. Sie war von 2015 bis 2019 Botschafterin in Abu Dhabi. Seit September 2019 ist sie Chefin der Abteilung Mittlerer Osten und Nordafrika im Eidgenössischen Departement für auswärtige Angelegenheiten.

## Leben
Tissafi ist das Kind einer Lektorin mit polnisch-deutschen Wurzeln und eines marokkanischen Journalisten. Sie wuchs in Hamburg und Bern auf. Sie studierte Sozialarbeit und Gesundheitswissenschaften und schloss ihr Studium mit einem Master of Public Health an den Universitäten Basel, Bern und Zürich ab. Zusätzlich absolvierte sie eine Ausbildung als Mediatorin. Seit 1993 arbeitet sie in der Internationalen Zusammenarbeit: von 1993 bis 1999 beim Christlichen Friedensdienst, wo sie 1993 das psychosoziale Programm in Bosnien aufbaute. Von 1994 bis 1999 war sie Programmverantwortliche für das Palästina-Israel-Programm.
Im Jahr 2000 reiste sie mit ihrer Familie nach Tansania aus, um für SolidarMed im Auftrag der DEZA als Technical Advisor die Gesundheitsreform in Tansania zu begleiten. Sie fungierte als Leiterin des Kooperationsbüros von SolidarMed in Ifakara. 2002 wechselte Maya Tissafi als Genderbeauftragte zur Direktion für Entwicklung und Zusammenarbeit und leitete ab 2006 die Sektion Soziale Entwicklung. Im Oktober 2008 wurde Tissafi zur Abteilungsleiterin Ost- und Südliches Afrika ernannt, 2011 übernahm sie die Leitung des Bereichs regionale Zusammenarbeit und wurde zur Stellvertretenden Direktorin mit dem Titel einer Botschafterin ernannt.
2015 hätte Tissafi Botschafterin in Marokko werden sollen, aufgrund der familiären Wurzeln wurde sie dann aber vom Bundesrat zur Botschafterin in den Vereinigten Arabischen Emiraten und ab 2018 zusätzlich zur Botschafterin in Bahrain mit Sitz in Abu Dhabi ernannt. Ausserdem wurde sie zur Ständigen Vertreterin der Schweiz bei IRENA (International Renewable Energy Agency) ernannt.
Im September 2019 übernahm Tissafi die Leitung der Abteilung Mittlerer Osten und Nordafrika in der Politischen Direktion des Eidgenössischen Departements für auswärtige Angelegenheiten in Bern. Für diese Funktion wurde Tissafi der Botschafter-Titel verliehen.
Tissafi ist verheiratet und hat drei Kinder.

## Auszeichnungen
- 2019: Order of Independence, First Class der Vereinigten Arabischen Emirate[11]